# صخر جرانيتي

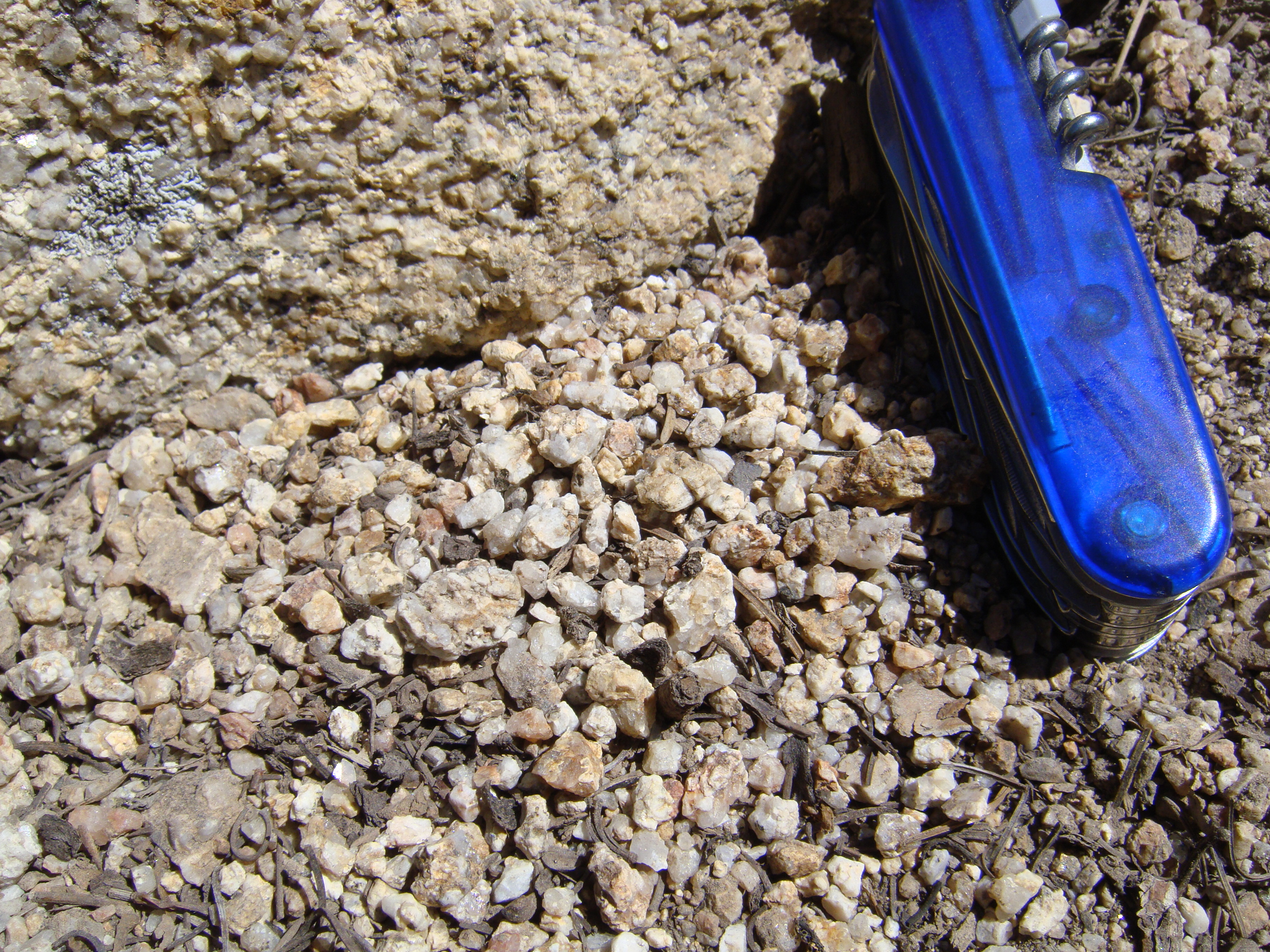
Grus الرمال والجرانيت (الجزء العلوي الأيسر)

صخر جرانيتي أو شبه الجرانيي هي مجموعة متنوعة من الصخرية البلوتونية خشنة الحبيبات - الجرانيت أو ما شابه ذلك - التي معدنيا تتكون في الغالب من الفلسبار و الكوارتز والميكا. ومن الأمثلة على الصخور الجرانيتية والتي تتضمن الجرانيت والمونزونايت الكوارتزي، الديوريت الكوارتزي، السيانيت، الجرانوديوريت، التوناليت والتروندهجيميتي. يتم إنشاء العديد منها عن طريق اندساس القوس البركاني القاري أو اصطدام الكتل السيالية . الصخور البركانية شائعة مع الصخور الجرانيتية وعادة ما تكون لها نفس الأصول. ومع ذلك، تبلى عادة بعد سنوات بسبب التآكل. 
توجد العديد من الصخور الجرانيتية في المناطق التي عانت من سماكة القشرة أثناء حركة تكون الجبال، لكن بعضها الآخر، المعروف باسم الصخور الجرانيتية غير الأوريجينية، لا علاقة له بالحدود المتقاربة أو مناطق الاندساس. قد تمثل هذه الصخور الجرانيتية غير الأوريجينية المصادر العميقة للبركان المتصدع المكشوف حيث ينزع التآكل الصخور البركانية وغيرها من الأدلة على الصدع. قد تكون هذه الصخور من النوع A قد تم إنتاجها عن طريق النقاط الساخنة أو أعمدة الوشاح.  